# I stålstormen
I stålstormen (tysk originaltitel: In Stahlgewittern) är en självbiografisk krigsskildring från 1920 av den tyske författaren Ernst Jünger. Den hade ursprungligen undertiteln Aus dem Tagebuch eines Stoßtruppführers ("Ur en stöttruppschefs dagbok"). Boken behandlar författarens upplevelser som soldat, underofficer och officer i tyska armén under första världskriget, från januari 1915 fram till augusti 1918.
Jünger tillhörde 73:e fysiljärregementet från Hannover, vilket sattes in på västfronten. Han blev sårad åtskilliga gånger och tillbringade flera perioder på militärsjukhus, och dekorerades bland annat med utmärkelserna Järnkorset av första klass, riddarkorset av Hohenzollernska husorden och Pour le Mérite. Han stannade efter kriget kvar som officer i det nya Riksvärnet fram till 1923. Under sin tid som fredstida officer ägnade sig Jünger bland annat åt att författa handböcker om infanteritaktik, baserade på de nya erfarenheterna från skyttegravskriget.
Sina personliga erfarenheter bearbetade han i en stil som kallades "heroisk-realistisk" även i den expressionistiska essän "Der Kampf als inneres Erlebnis" (Striden som inre upplevelse) (1922), kortromanen "Sturm" (1923, på svenska 2006), samt i "Feuer und Blut" (Eld och blod) (1925) och "Wäldchen 125" (Skogsdunge 125) (1925).

## Utgivning
Boken kom först ut på eget förlag 1920 i endast 2000 exemplar, och har sedan dess genomgått flera bearbetningar av författaren, och har kommit ut på flera förlag. Den senaste tyska upplagan (2014) är den 48:e (Klett-Cotta). 
Den svenska utgåvan är baserad på den version som utgavs 1979 genom Ernst Klett Verlag i Stuttgart. 
I Sverige utkom den år 2008 på Bokförlaget Atlantis i förlagets klassikerserie "Atlantis väljer ur världslitteraturen", i översättning av Urban Lindström och med ett förord av förlagschefen och litteraturvetaren Peter Luthersson, och på samma förlag en utgåva i pocket 2011. En tredje utgåva gavs ut 2020 av Bokförlaget Augusti.
Den första översättningen av In Stahlgewittern var till spanska, och kom ut redan 1922 i Buenos Aires (Bajo la tormenta de acero). Den utkom på engelska 1929 (The Storm of Steel) och på franska 1930 (Orages d'acier), och har sedan dess översatts till ett flertal andra språk.

## Omdömen
Den franske författaren och nobelpristagaren André Gide skrev 1942 att "... [I stålstormen] är otvivelaktigt den vackraste bok om kriget jag känner till, fullständigt trovärdig, verklig, ärlig".
När den argentinske författaren Jorge Luis Borges besökte Ernst Jünger i Wilflingen 1982 beskrev han sin läsning av Jüngers bok på 1920-talet med orden: "För mig var det som en vulkanexplosion".
Historikern Peter Englund beskriver den i sitt stora verk om första världskriget, "Stridens skönhet och sorg", som en "lysande krigsskildring", och senare även som "ett mästerverk, som det är omöjligt att komma förbi om man alls vill förstå den händelsen. Och då inte trots hans attityder – inte minst det där distanserade, lite kyliga esteticerandet av kriget – utan just tack vare dem".
Författaren Carl-Henning Wijkmark jämför tjugotalets tyska krigsromaner: "... Ernst Glaesers 'Jahrgang 1902' (1928), Ludwig Renns 'Krieg' (samma år), Erich Maria Remarques 'På västfronten intet nytt' ('Im Westen nichts neues' (1929)). Ingen av dem fullödig litteratur: när de inte är primitivt deskriptiva är de mer eller mindre förljugna, sentimentaliserade, genomdränkta med ideologi - och ingen av dem kan i kraft och sanning mäta sig med Ernst Jüngers 'In Stahlgewittern' (1920), som är skriven i halvdokumentär dagsboksform; det är som om krigsupplevelsens våldsamhet hos en författare av Jüngers resning sprängde den bräckliga tyska romanformen."
Den norske författaren Karl Ove Knausgård återkommer ofta till Ernst Jünger och "I stålstormen" i sin romancykel "Min kamp": "Av alla skildringar som finns av skyttegravskriget är Ernst Jüngers I stålstormen den mest detaljerat närgångna och därför den förfärligaste, bredvid engelsmannen Robert Graves Farväl till alltihop som betraktar skeendet från andra sidan. Jünger beskriver allt så som det utspelar sig inför hans ögon, från det att han kom till fronten tills han lämnar den fyra år senare, och känslan av kaos släpper aldrig berättelsen, det är en värld utan någon privilegierad utsiktspunkt, en oöverskådlig värld där döden kontinuerligt skördar människoliv."
Litteraturkritikern och författaren Mats Gellerfelt kommenterade den svenska utgåvan "I stålstormen" med följande ord: "Plötsligt kan vi åter läsa om första världskriget, här i en verklig insiderberättelse av en legendarisk krigshjälte som låter oss komma kriget, eländet och storheten tätt inpå livet, skriven på en prosa som har få motsvarigheter, skimrande som marmor. En skakande men också njutningsrik läsning."

## Översättningar
- Bajo la tormenta de acero, översättning till spanska av Julio A. López, Biblioteca del Suboficial 15, Círculo Militar, Buenos Aires 1922.
- The Storm of Steel, översättning till engelska av Basil Creighton, Chatto & Windus, London 1929.
- Orages d'acier. Souvenirs du front de France (1914–1918), översättning till franska av F. Grenier, Payot, Paris 1930.
- Kōtetsu no arashi, översättning till japanska av Satō Masao, Senshin-sha, Tokyo, 1930.
- Tempestades de acero, översättning till spanska av Mario Verdaguer, Iberia, Barcelona 1930.
- Książę piechoty. W nawałnicy żelaza, översättning till polska av J. Gaładyk, Warszawa 1935.
- Prin furtuni de oţel, översättning till rumänska av Victor Timeu, 1935.
- Orages d'acier. Journal de guerre, översättning till franska av Henri Plard, Plon, Paris 1960.
- Tempeste d'acciaio, översättning till italienska av  Giorgio Zampaglione, Edizioni del Borghese, Roma 1961.
- Nelle tempeste d'acciaio, översättning till italienska av  Giorgio Zampaglione, Collana Biblioteca della Fenice, Parma, Guanda, 1990.
- Tempeste d'acciaio, översättning till italienska av Gisela Jaager-Grassi, Collezione Biblioteca n.94, Pordenone, Edizioni Studio Tesi, 1990.
- I stålstormer, översättning till norska av Pål Norheim och Jon-Alfred Smith, Tiden norsk förlag, Oslo 1997; 2010 som I en storm av stål: Dagbok fra Vestfronten 1915–1918, Vega Forlag, Oslo 2010.
- W stalowych burzach, översättning till polska av Wojciech Kunicki, Warszawa 1999.
- В стальных грозах, översättning till ryska av Н. О. Гучинская, В. Г. Ноткина, Владимир Даль, СПб. 2000.
- Oorlogsroes, översättning till nederländska av Nelleke van Maaren, De Arbeiderspers, Amsterdam 2002.
- Storm of Steel, översättning till engelska av Michael Hofmann, Penguin Books, London 2003.
- Tempestades de acero, översättning till spanska av Andrés Sánchez Pascual, Tusquets, Barcelona 2005.
- Teräsmyrskyssä, översättning till finska av Markus Lång, Ajatus Kirjat, Helsingfors 2008.
- I stålstormen, översättning till svenska av Urban Lindström, Bokförlaget Atlantis, Stockholm 2008.
- Orages d'acier, rev. översättning till franska av Julien Hervier, Gallimard, Paris 2008.
- Tempestades de aco, översättning till portugisiska av Marcelo Backes, Cosac & Naify, São Paulo, 2013.
- I stålstormen, översättning till danska av Adam Paulsen och Henrik Rundqvist, Gyldendal, Köpenhamn 2014.
- Acélzivatarban, översättning till ungerska av Csejtei Dezső och Juhász Anikó, Noran Libro Kiadó, Budapest 2014.
- В сталевих грозах, översättning till ukrainska av Юрко Прохасько (Yurko Prokhasko), Чернівці (Chernivtsi), Kiev, 2014.
- Plieno audrose, översättning till litauiska av Laurynas Katkus, Kitos knygos, Vilnius 2016.
- În furtuni de oțel, översättning till rumänska av Viorica Nişcov, Corint, Bucharest, 2017.
- Çelik fırtınalarında, översättning till turkiska av Tevfik Turan, Jaguar Kitap, Istanbul 2019.